# Enrique Urién
Pour les articles homonymes, voir Urien (homonymie).
Enrique Urién est une localité argentine située dans la province du Chaco et dans le département de Mayor Luis Jorge Fontana.

## Voies de communication
La principale voie d'accès est la route provinciale 13 - un chemin de terre - qui la relie à l'ouest à Villa Ángela et à l'est à Samuhú ; une autre route importante est la route provinciale 17, qui la relie au nord à la RP6 près de Villa Berthet. Son premier bloc de pavage urbain a été achevé en 2014.